# Angelo Taylor
Angelo F. Taylor (n. 29 de diciembre de 1978) es un atleta estadounidense, y ganador de los 400 m en vallas en los Juegos Olímpicos de 2000 y 2008. 
Nacido en Albany, Georgia, Angelo Taylor estudió en el Instituto de Tecnología de Georgia y ganó el título NCAA en 1998 y quedó en segundo lugar en 1997. En 1998, Taylor también ganó una medalla de oro en el Campeonato Nacional de Atletismo. Taylor volvió a ganar el título tres veces desde 1999 a 2001.
Taylor hizo su debut en los torneos principales de atletismo en el Campeonato Mundial de Atletismo de 1999, donde quedó en tercer lugar en los 400 metros vallas, pero participó en los 4 x 400 m de relevo en equipo y ganó una medalla de oro.
En 2007 Taylor impuso un nuevo récord personal como el mejor en los 400 m lisos y ganó una medalla de bronce en el Campeonato Mundial de Atletismo de 2007 en Osaka, Japón. También ganó otra medalla de oro en el equipo de relevo de los 4 x 400 m.
En los Juegos Olímpicos de 2008 en Pekín, China, Taylor se convirtió en doble campeón olímpico, al ganar una medalla de oro en los 400 m con vallas. 
En los Juegos Olímpicos de 2012 en Londres, Taylor no pudo revalidar su título en los 400 metros con vallas quedando fuera del podio. Además en el relevo 4 x 400 fue adelantado en los últimos metros por el integrante del equipo de Bahamas, teniendo que conformarse con la medalla de plata.